# Antanas Bosas
Antanas Bosas (* 10. Juni 1955  in Syktywkar, Komi) ist ein litauischer Unternehmer und Politiker.

## Leben
1958 kehrte Bosas mit Eltern nach der Deportierung nach Litauen zurück. Nach dem Abitur 1973 absolvierte er 1978 das Diplomstudium an der Fakultät für Mechanik am Antanas-Sniečkus-Politechnikinstitut in Kaunas und wurde Mechaniker. 2000 promovierte er an der Vilniaus universitetas in Wirtschaftswissenschaft.
Von 1978 bis 1982 arbeitete er als Meister bei Laivų statykla „Baltija“ in Klaipėda, von 1986 bis 1989 in Gargždai, von 1989 bis 2004 Präsident von UAB „Vakarų Lietuvos pramonės ir finansų korporacija“, von 2001 bis 2004 Dozent an der Klaipėdos universitetas. Von 2004 bis 2008 war er Mitglied  Seimas.
Von 2000 bis 2003, 2007 und von 2011 bis 2015 war Bosas Mitglied im Rat der Stadtgemeinde Klaipėda.
Seit 2003 ist Bosas Mitglied der Darbo partija.
Von 1973 bis 1999 spielte Bosas Rugby, von 1995 bis 1998 war Mitglied der litauischen Nationalmannschaft, war litauischer Meister. Von 2009 bis 2010 war er Präsident der Lietuvos regbio federacija.